# Eindewege
Eindewege est un petit village dans la commune de Goes, dans la province néerlandaise de Zélande. Le village comptait 220 habitants en 2006.
Le village se trouve un tout petit peu plus au nord du plus grand village de 's-Heer Arendskerke et de la route provinciale N254. Le long d'Eindewege passe la ligne de chemin de fer Goes-Flessingue. C'est également d'Eindewege que part la bifurcation de la ligne de chemin de fer marchande vers le port et la zone industrielle de Vlissingen-Oost.

## Le moulinNooit Gedacht

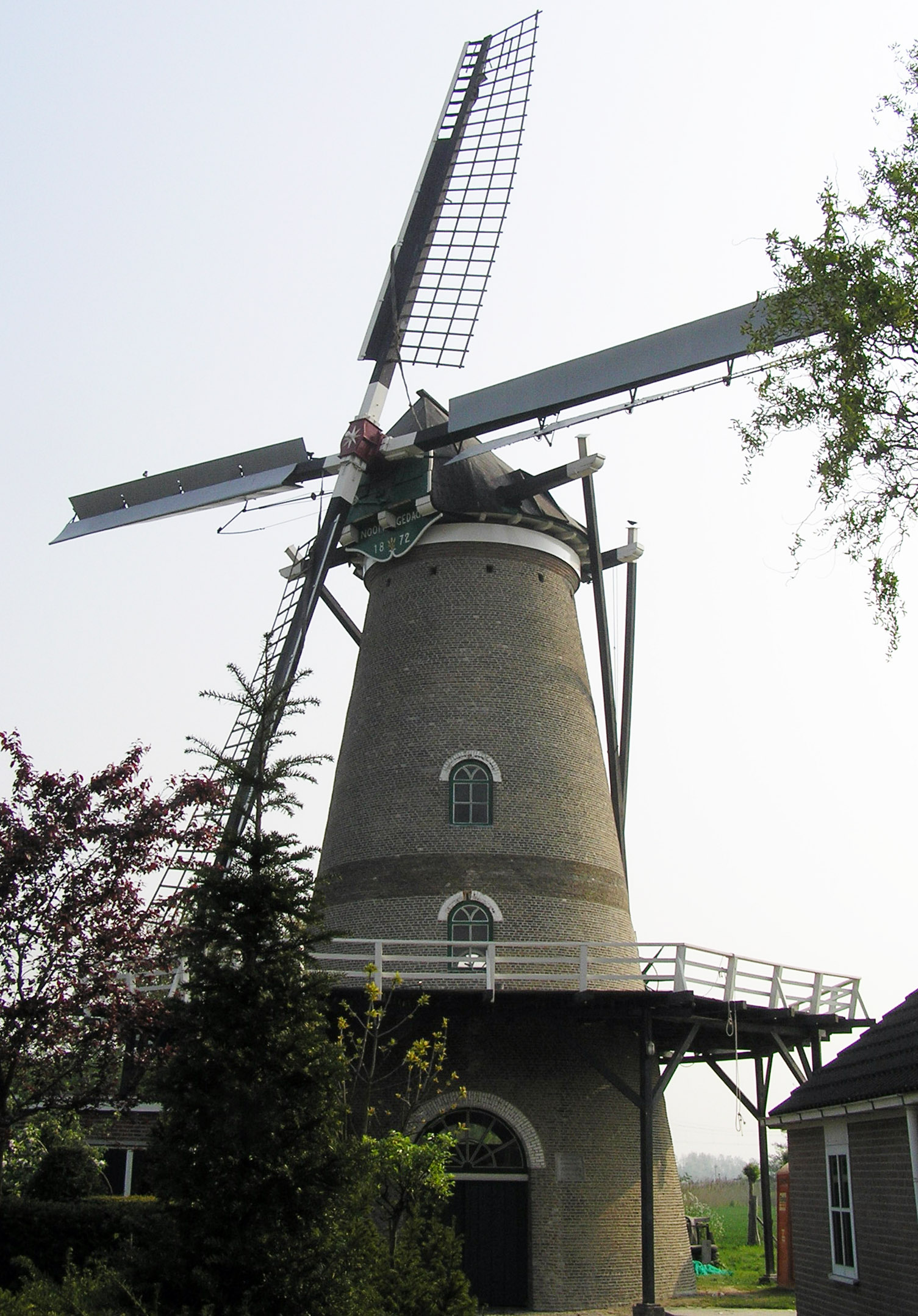
Le moulin Nooit Gedacht.

Le moulin à vent Nooit Gedacht est un moulin à blé situé à la périphérie d'Eindewege (Arendstraat). C'est un moulin à galerie rond, en brique, le toit couvert de toile goudronnée et ayant une envergure d'environ 21,30 mètres. Il date de 1872.
C'est un moulin assez caractéristique. La ligne de chemin de fer Zeeuwse lijn passe à proximité, mais du côté du moulin dont la valeur paysagère est cependant limitée par des habitations.
Il a été bâti en remplacement du moulin situé sur l'actuelle Oude Rijksweg à 's-Heer Arendskerke qui avait brûlé le 25 mars 1872. Il a été utilisé jusqu'au début des années 1970. Pour un montant symbolique, il est alors passé aux mains d'une fondation créée spécialement pour la cause. En 1988 et 1999, la fondation y a effectué d'importantes restaurations.